# Faustina Pignatelli
Faustina Pignatelli   (Nàpols, 9 de desembre de 1705 - Nàpols, 30 de desembre de 1769) Faustina Pignatelli Carafa, princesa de Colubrano, va ser una matemàtica i científica italiana de Nàpols. El 1732, es va convertir en la segona dona (després de la física boloñesa Laura Bassi) [2] elegida a l'Acadèmia de Ciències de Bolonya.
El 1734, Faustina va publicar un article titulat Problemata Mathematica amb el nom de "anonimae napolitanae" (una frase llatina que significa "dona anònima de Nàpols"), a la revista científica alemanya Nova Acta Eruditorum, que es va publicar íntegrament en llatí.
Al costat del seu germà Peter, va ser educada per Nicola De Martino i va contribuir a introduir les teories d'Isaac Newton a Nàpols. Va ser una participant important en el debat científic a Itàlia i va correspondre amb l'Acadèmia Francesa de Ciències.
En casar-se amb el poeta Francesco Domenico Carafa el 1724, el seu pare va rebre el principat de Colubrano al sud d'Itàlia com a dot.
Francesco Maria Zanotti, secretari de l'Acadèmia de Ciències de Bolonya del 1723 al 1766, la va esmentar com a matemàtica virtuosa el 1745.